# Hvozdec (district de Brno-Campagne)
Pour les articles homonymes, voir Hvozdec.
Hvozdec (en allemand : Hoschtetz) est une commune du district de Brno-Campagne, dans la région de Moravie-du-Sud, en République tchèque. Sa population s'élevait à 336 habitants en 2020.

## Géographie
Hvozdec se trouve à 10 km au sud-ouest de Kuřim, à 15 km à l'ouest-nord-ouest de Brno et à 171 km au sud-est de Prague.
La commune est limitée par Javůrek au nord-ouest, par Veverská Bítýška au nord, par Brno à l'est, et par Veverské Knínice au sud et au sud-ouest.

## Histoire
La première mention écrite de la localité date de 1317.